# Sander Westerveld
Sander Westerveld (sinh ngày 23 tháng 10 năm 1974) là một cựu cầu thủ bóng đá chuyên nghiệp người Hà Lan, chơi ở vị trí thủ môn, hiện đã giải nghệ.

## Sự nghiệp
Sander Westerveld khởi nghiệp tại câu lạc bộ FC Twente, Hà Lan, sau đó anh gia nhập Vitesse Arnhem, giúp câu lạc bộ này tham dự cúp châu Âu mùa bóng 1998/99, trước khi chuyển đến Liverpool.
Sander Westerveld đã trở thành thủ môn đắt giá nhất giải bóng đá Anh khi anh gia nhập Liverpool mùa hè 1999 với giá 4 triệu. Westerveld là sự lựa chọn đầu tiên của huấn luyện viên Gerard Houllier để thay thế thủ thành David James. Mùa bóng 1999-2000 Westerveld là thủ thành ít bị thủng lưới nhất của giải ngoại hạng.
Năm 200, với phong độ ấn tượng, anh đã được triệu tập vào đội tuyển Hà Lan tham dự Euro 2000, giải đấu mà Hà Lan lọt tới vòng bán kết. Anh được ra sân 3 trận, trong đó ấn tượng nhất là trận đấu vòng bảng khi Hà Lan thắng Pháp với tỷ số 2-1.
Năm 2001, Westerveld chính là người hùng trong trận chung kết Worthington Cup thắng Birmingham City sau khi anh chặn được cú sút luân lưu quyết định của Andy Johnson. Anh cũng tham dự trọn vẹn trận chung kết FA và UEFA Cup. Bắt đầu mùa giải mới với 2 danh hiệu Charity Shield và siêu cúp châu Âu.
Sau đó sự có mặt của Jerzy Dudek khiến anh mất vị trí tại Anfield và đến tháng 12 năm 2001 anh hoàn tất thủ tục chuyến sang câu lạc bộ Tây Ban Nha là Real Sociedad.